# Сен-Беа
Сен-Беа́ (фр. Saint-Béat, окс. Sent Biat) — коммуна во Франции, находится в регионе Юг — Пиренеи. Департамент — Верхняя Гаронна. Административный центр кантона Сен-Беа. Округ коммуны — Сен-Годенс.
Код INSEE коммуны — 31471.

## География

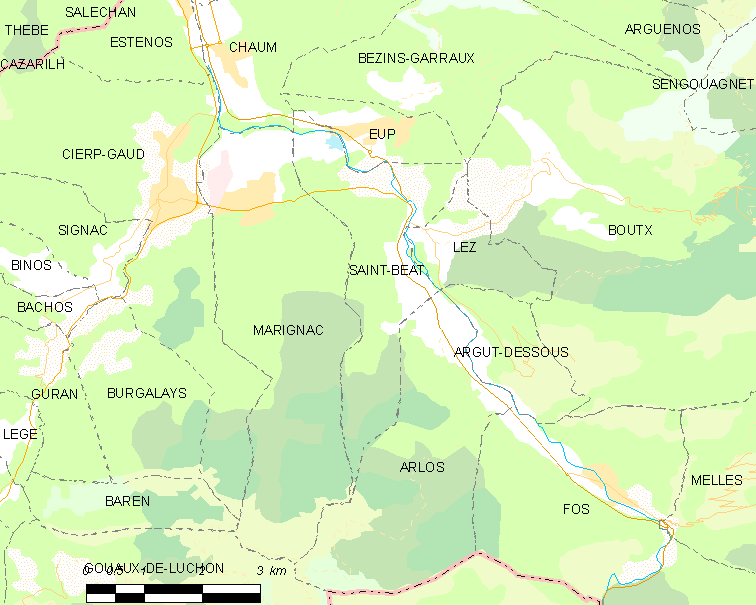
Карта коммуны

Коммуна расположена приблизительно в 680 км к югу от Парижа, в 100 км к юго-западу от Тулузы.
По территории коммуны протекает река Гаронна.

## Климат
Климат умеренно-океанический. Зима мягкая и снежная, весна характеризуется сильными дождями и грозами, лето сухое и жаркое, осень солнечная. Преобладают сильные юго-восточные и северо-западные ветры.

## Население
Население коммуны на 2010 год составляло 393 человека.
| 1962 | 1968 | 1975 | 1982 | 1990 | 1999 | 2010 |
| ---- | ---- | ---- | ---- | ---- | ---- | ---- |
| 687  | 755  | 611  | 543  | 547  | 364  | 393  |

## Администрация
| Период | Период | Фамилия       | Партия | Примечания |
| ------ | ------ | ------------- | ------ | ---------- |
| 2001   | 2008   | Пьер Кастеран |        |            |
| 2008   | 2014   | Эрве Перефар  |        |            |
| 2014   | 2020   | Ален Фризони  |        |            |

## Экономика
В 2010 году среди 217 человек трудоспособного возраста (15—64 лет) 137 были экономически активными, 80 — неактивными (показатель активности — 63,1 %, в 1999 году было 69,9 %). Из 137 активных жителей работали 111 человек (57 мужчин и 54 женщины), безработных было 26 (13 мужчин и 13 женщин). Среди 80 неактивных 13 человек были учениками или студентами, 37 — пенсионерами, 30 были неактивными по другим причинам.

## Достопримечательности
- Церковь Сен-Беа-Сен-Прива (XII век). Исторический памятник с 1994 года[4]

## Фотогалерея

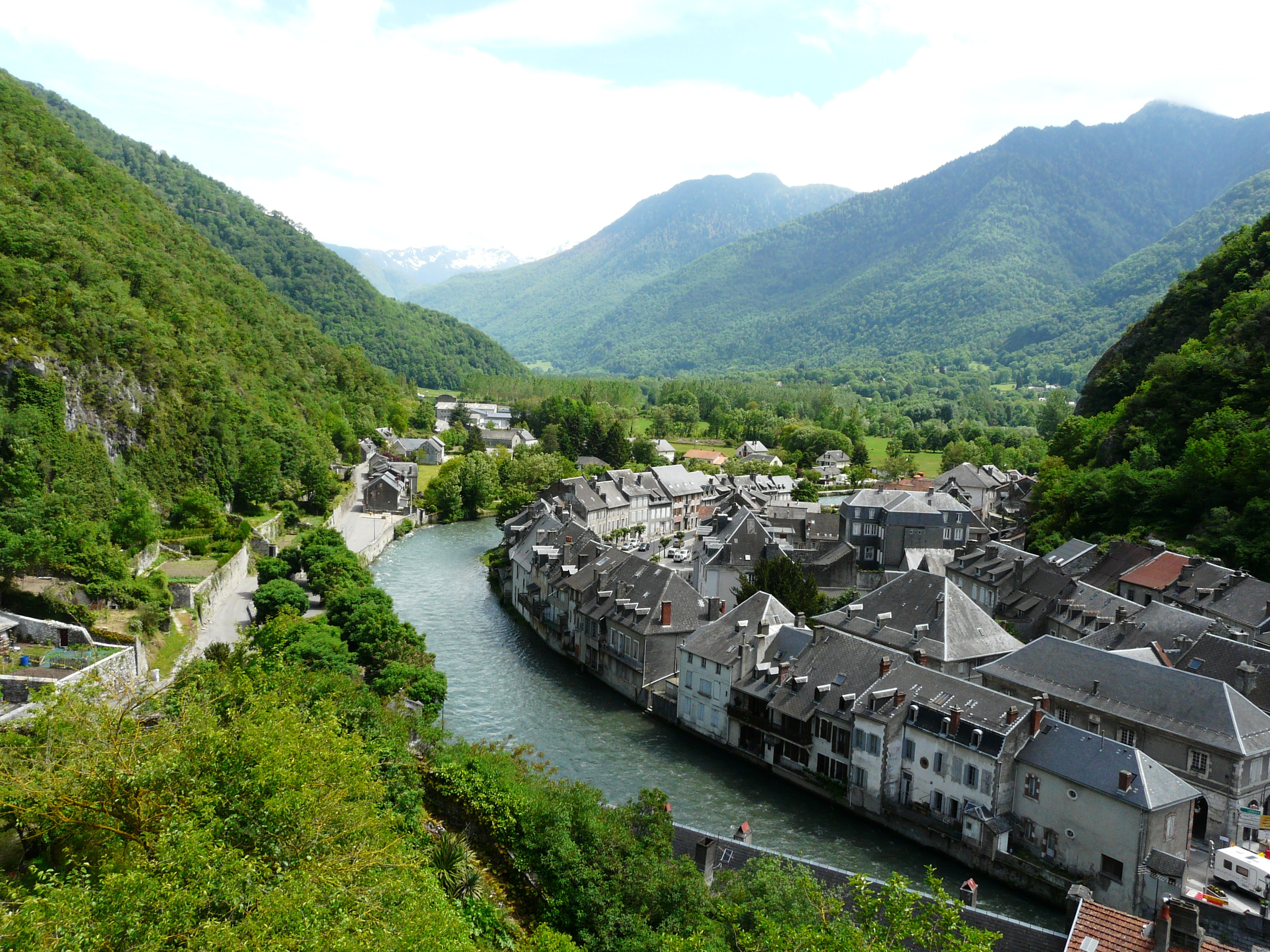
Сен-Беа и река Гаронна
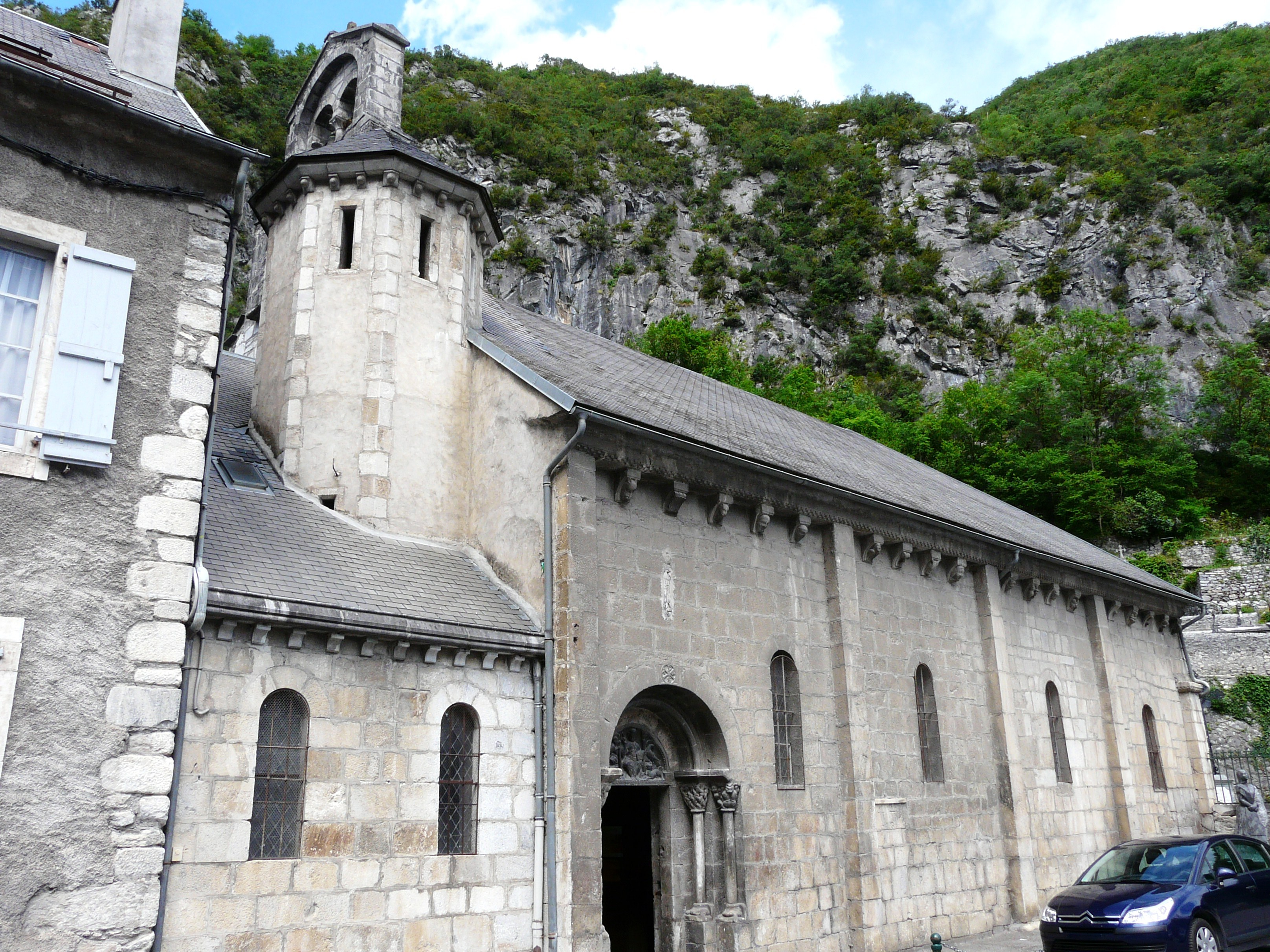
Церковь Сен-Беа-Сен-Прива
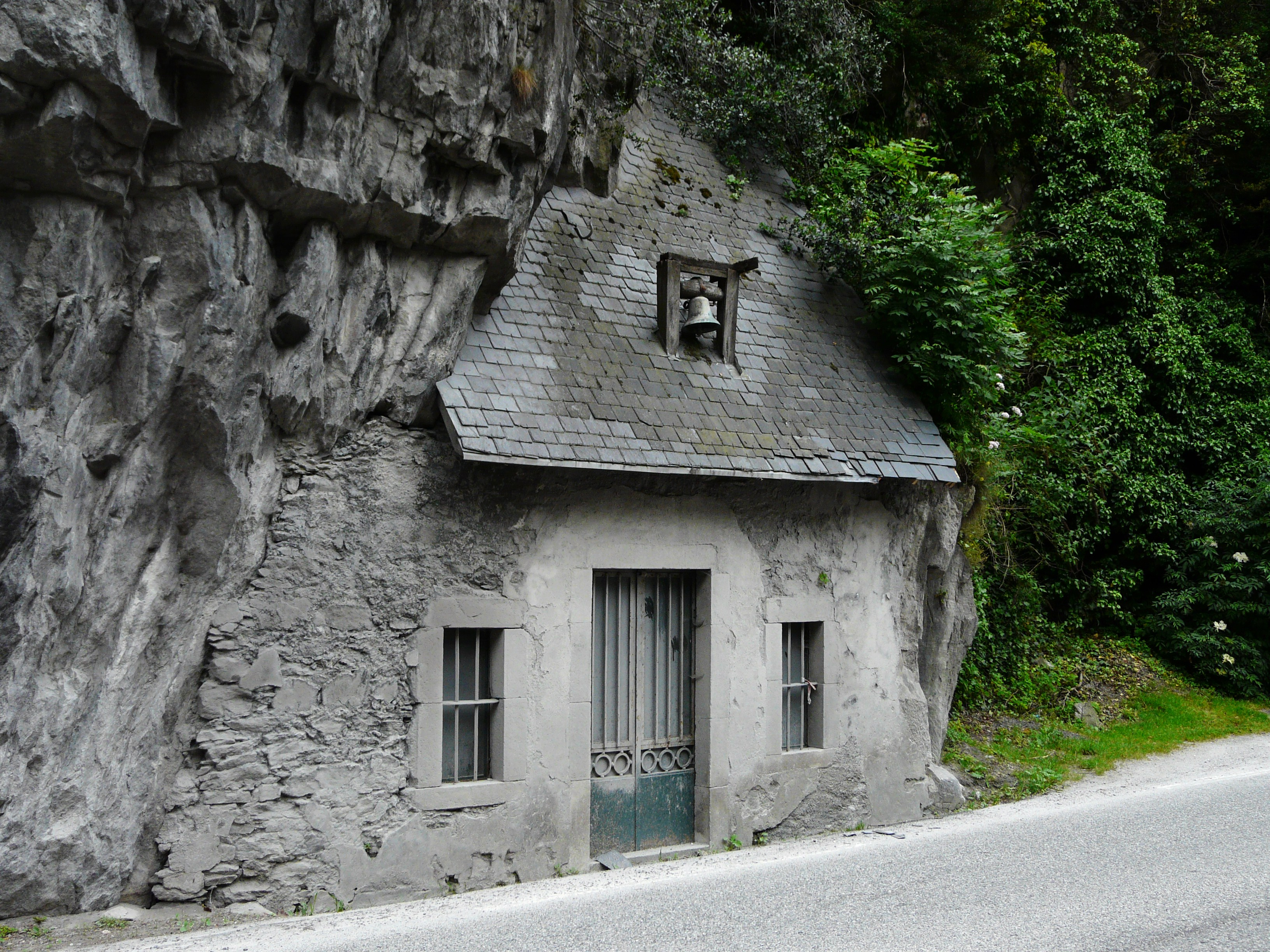
Часовня Св. Роха
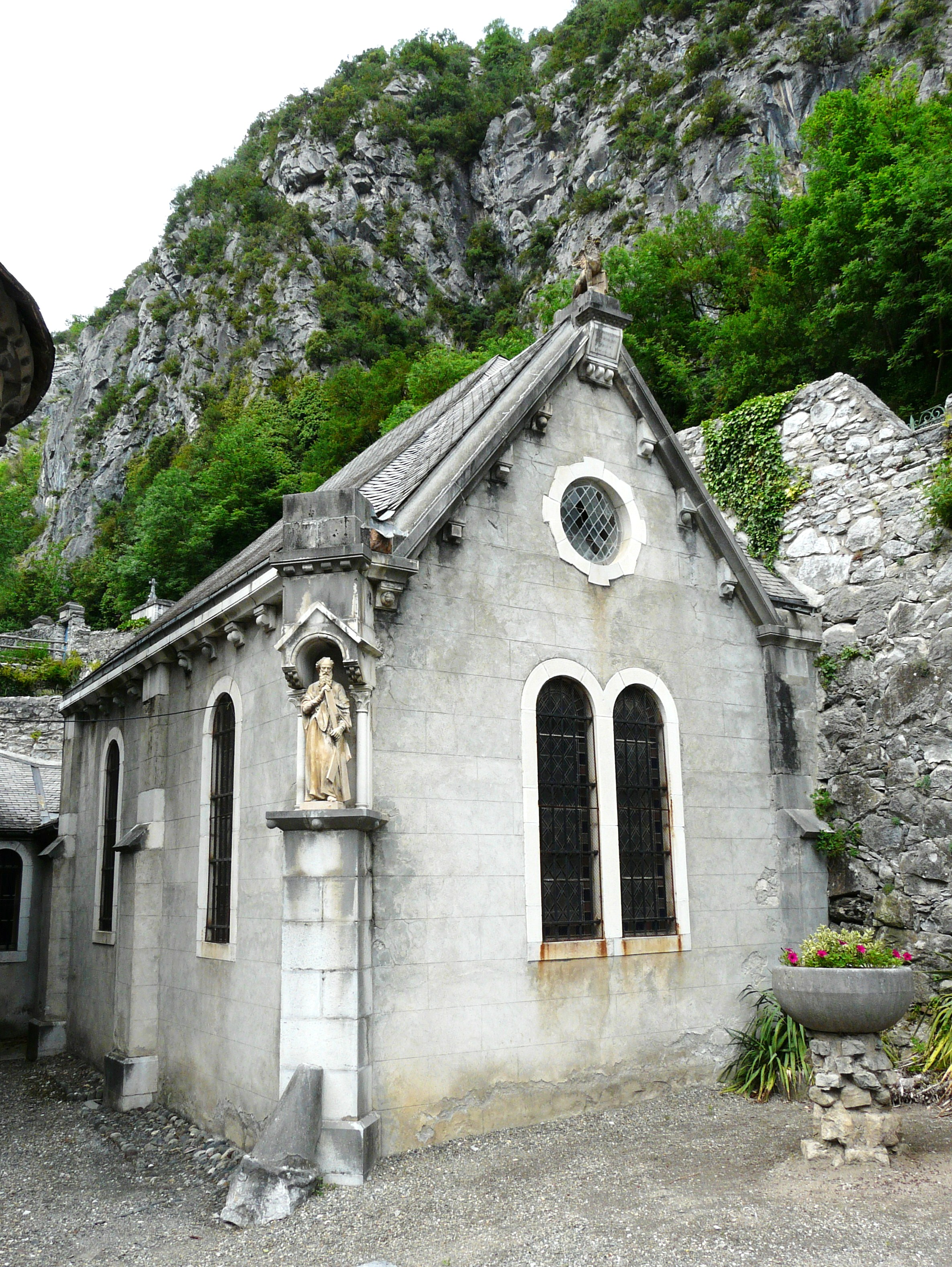
Часовня-музей Трезор
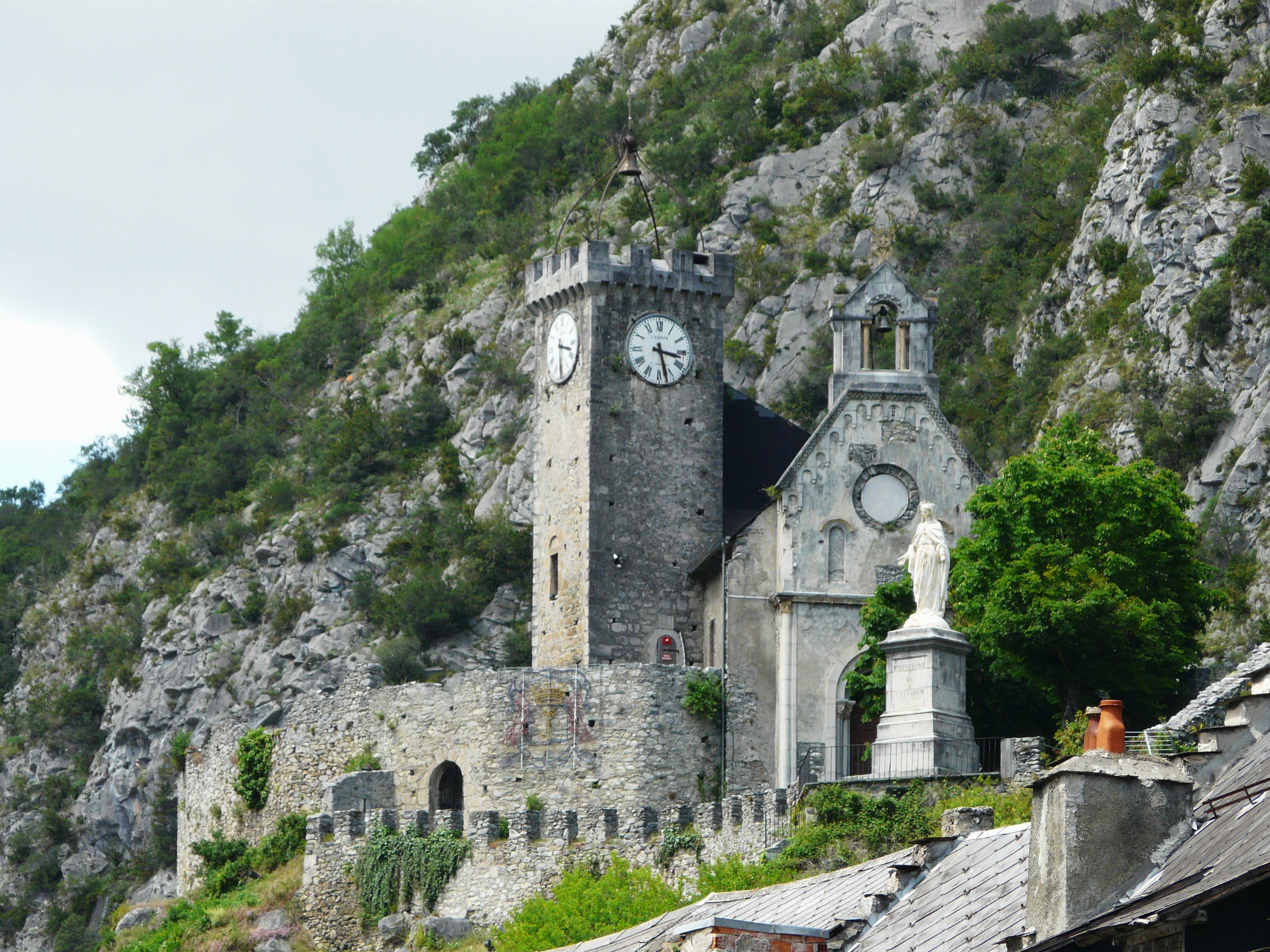
Замок Сен-Беа
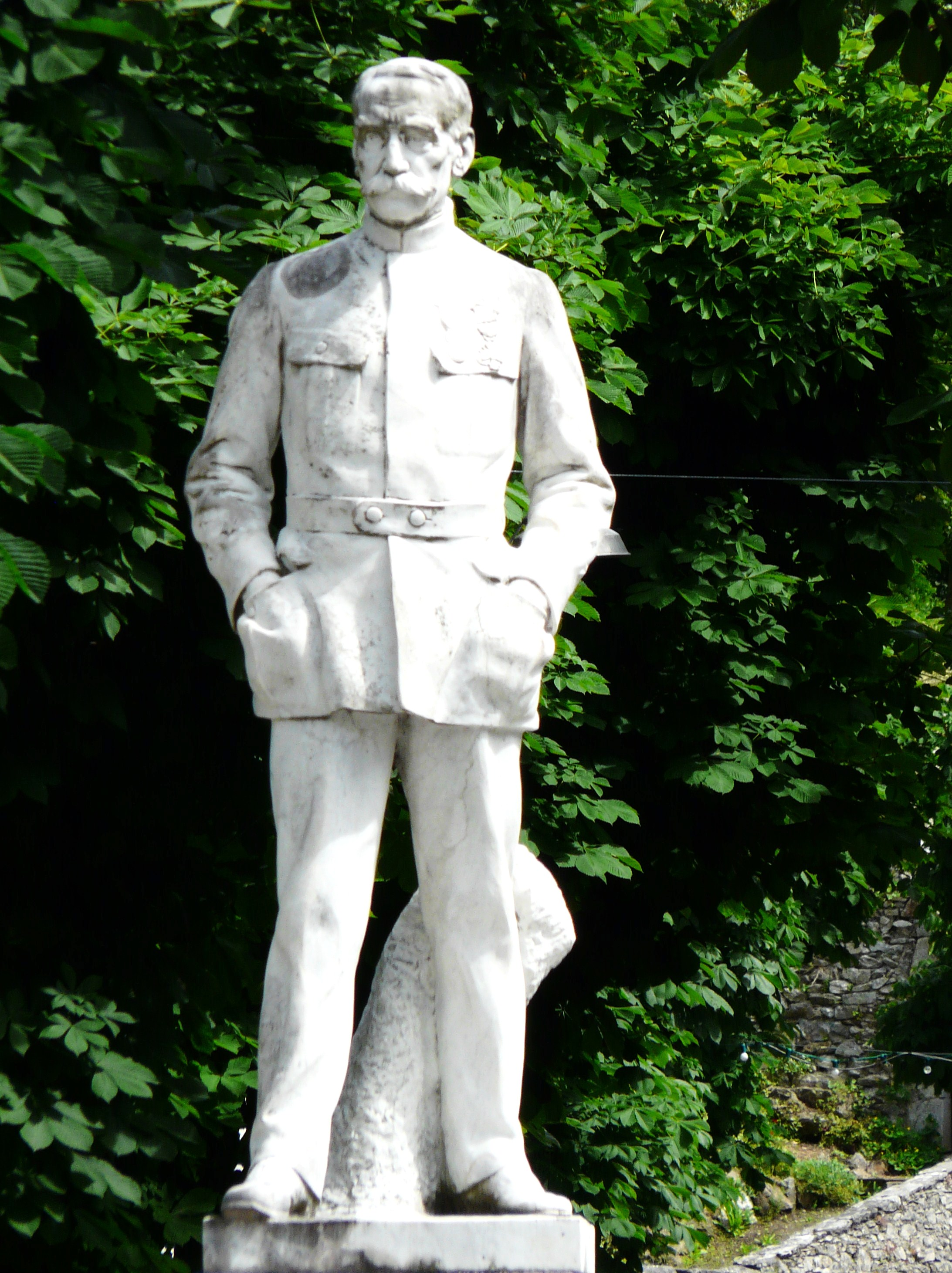
Статуя Жозефа Галлиени